# Taichung-Westbezirk
Taichung-Westbezirk (chinesisch 臺中市西區, Pinyin Táizhōng shì Xīqū, taiwanisch: Tâi-tiong-chhī Se-khu) ist ein Bezirk der regierungsunmittelbaren Stadt Taichung in der Republik China (Taiwan).

## Lage und Beschreibung

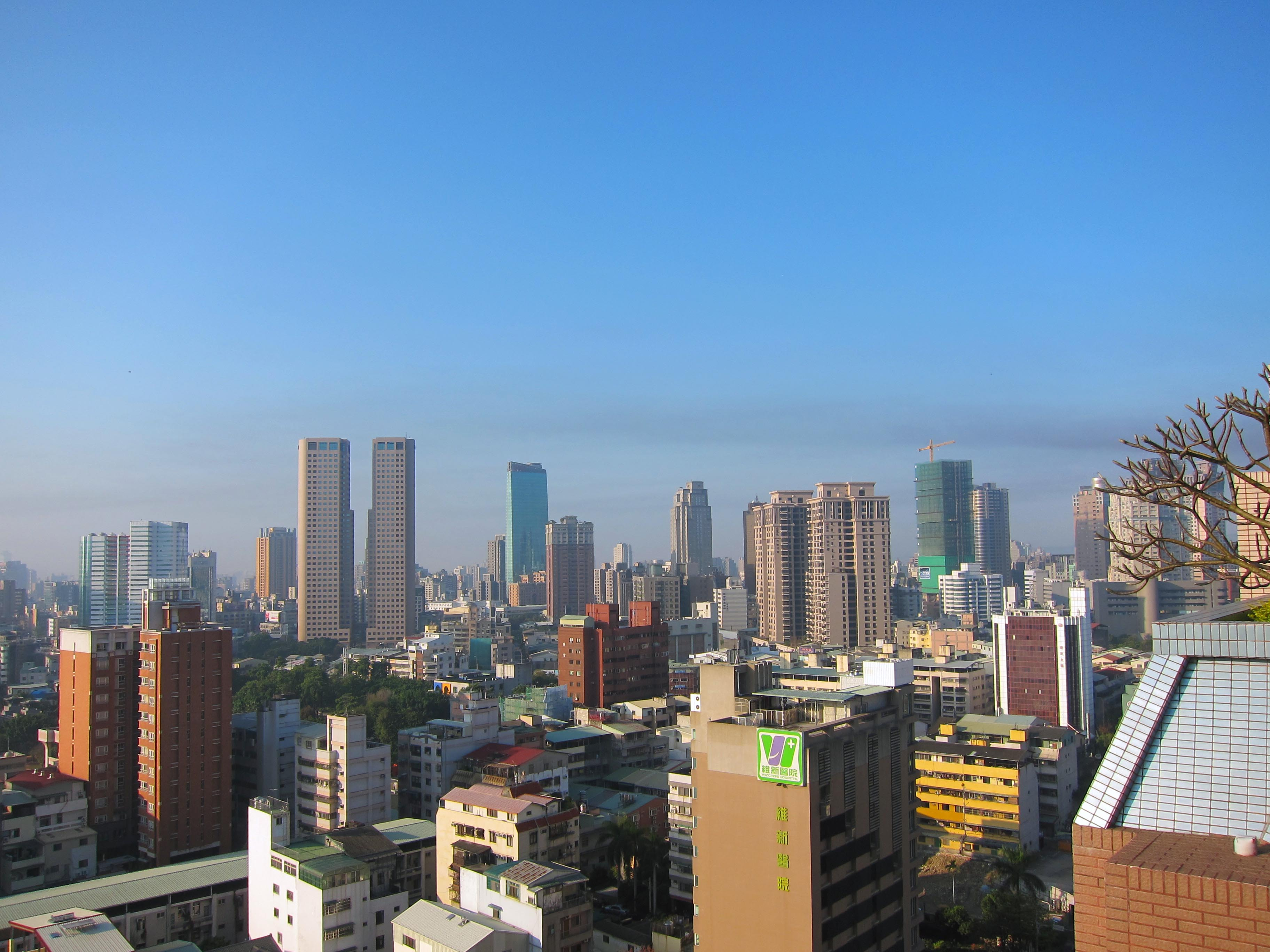
Blick auf den Westbezirk

Taichung-West ist ein zentraler Bezirk im Südwesten der Stadt Taichung. Er hat nach seinem Nachbarbezirk Taichung-Zentrum die zweitkleinste Fläche unter den Bezirken der Stadt und ist in 25 Viertel (里 lǐ) unterteilt. Seine Nachbarbezirke sind Xitun und Taichung-Nord im Norden, Taichung-Zentrum und Taichung-Ost im Osten, Taichung-Süd im Süden und Nantun im Westen. Das Gelände ist flach, die größten Flüsse sind der Tuku (土庫溪) im Westen und der Liuchuan (柳川) im Osten.

## Geschichte

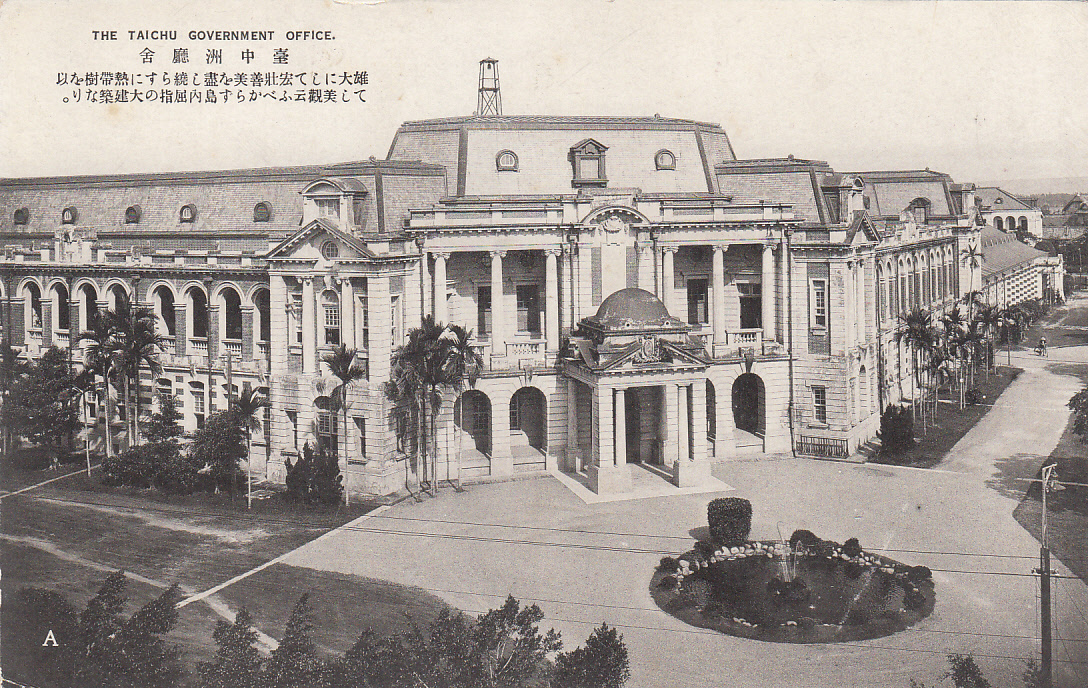
Der Regierungssitz der Präfektur zur Kolonialzeit

Das Gebiet von Taichung war ursprünglich von Pingpu-Völkern, taiwanischen Ureinwohnern, bewohnt. Diese wurden nach der Einwanderung chinesischer Siedler im 18. Jahrhundert nach und nach verdrängt oder sinisiert. Das Gebiet war bis ins 20. Jahrhundert hinein landwirtschaftlich geprägt. Zur Zeit der japanischen Herrschaft über Taiwan wurde Taichung zur Hauptstadt der gleichnamigen Präfektur. Die Präfekturverwaltung erhielt ihren Sitz im heutigen Westbezirk, im Nachbarbezirk wurde der Bahnhof Taichung errichtet und Industrialisierung und Verstädterung setzten ein.
Nach dem Zweiten Weltkrieg wurden einige Viertel der Stadt 1946 unter dem Namen Westbezirk zusammengefasst. In den folgenden Jahrzehnten wuchsen Wirtschaft und Bevölkerung, bis sich das Wachstum seit Ende des 20. Jahrhunderts in die flächenmäßig größeren benachbarten Bezirke verlagerte.

## Verkehr und Wirtschaft

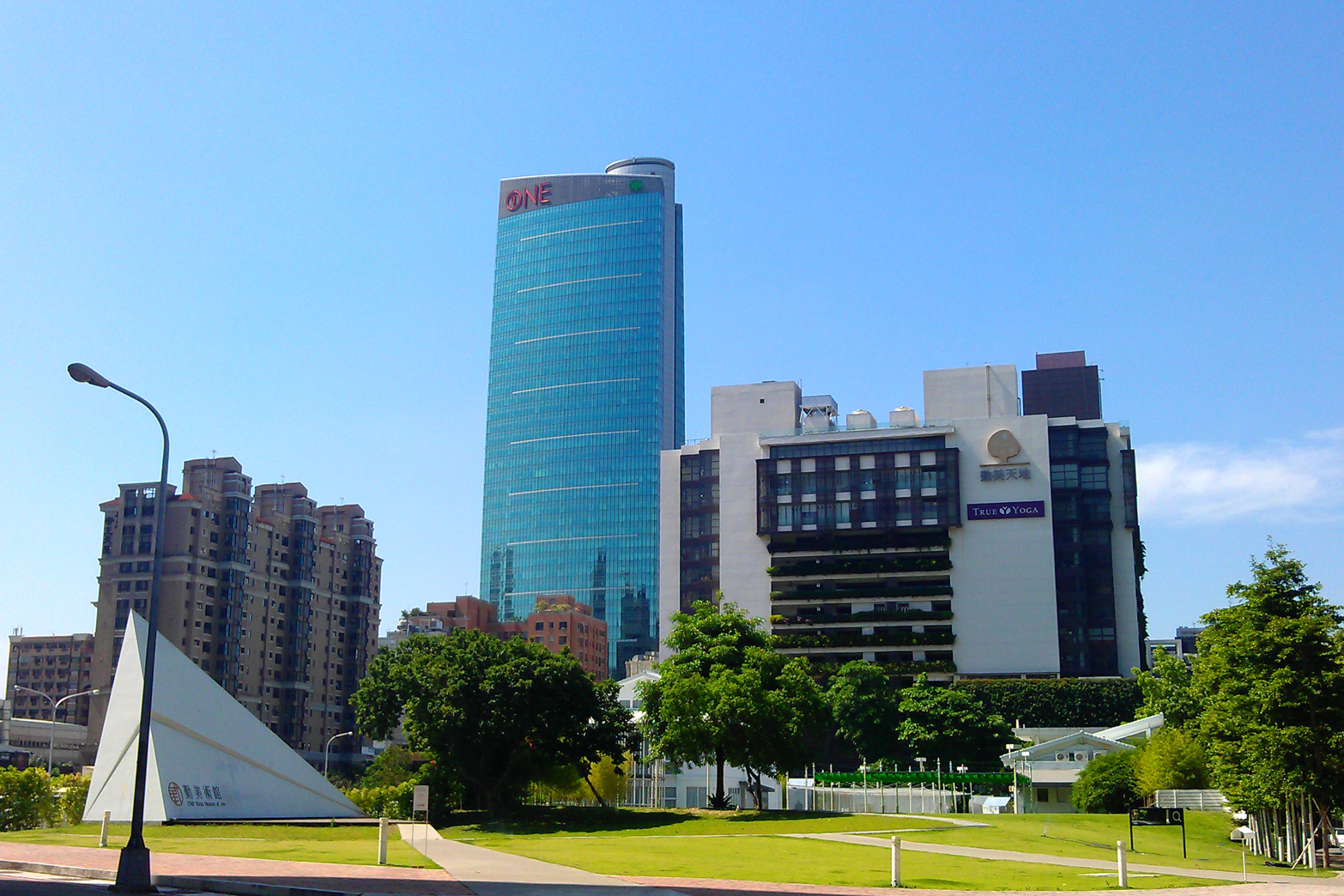
Blick auf den Shr-Hwa International Tower

Der Westbezirk wird im Norden von der Provinzstraße 12 und im Osten von der Provinzstraße 1B durchquert. Im Süden berührt ihn die Stadtstraße 136. Dort an der Grenze zum Nachbarbezirk Süd liegt auch der Bahnhof Wuquan (五權車站) der Taiwanischen Eisenbahn TRA. Der Bahnhof Taichung befindet sich im Nachbarbezirk Taichung-Zentrum. Der Öffentliche Nahverkehr wird von Buslinien bestreiten. Eine Anbindung an die U-Bahn Metro Taichung ist geplant.
Der Westbezirk vollzog im 20. Jahrhundert den Wandel von einem ländlichen Gebiet zu einem Industriegebiet, heute ist er kommerziell geprägt und verfügt über viele Banken, Hotels, Kaufhäuser und andere Einkaufsmöglichkeiten. Stadtplanerisch wird der Schwerpunkt zunehmend auf die Restaurierung historischer Gebäude, auf Bildung und die Entwicklung kultureller Einrichtungen gelegt.
Im Westbezirk liegt die Nationale Pädagogische Universität Taichung (國立臺中教育大學 National Taichung University of Education, NTCU).

## Kultur und Sehenswürdigkeiten

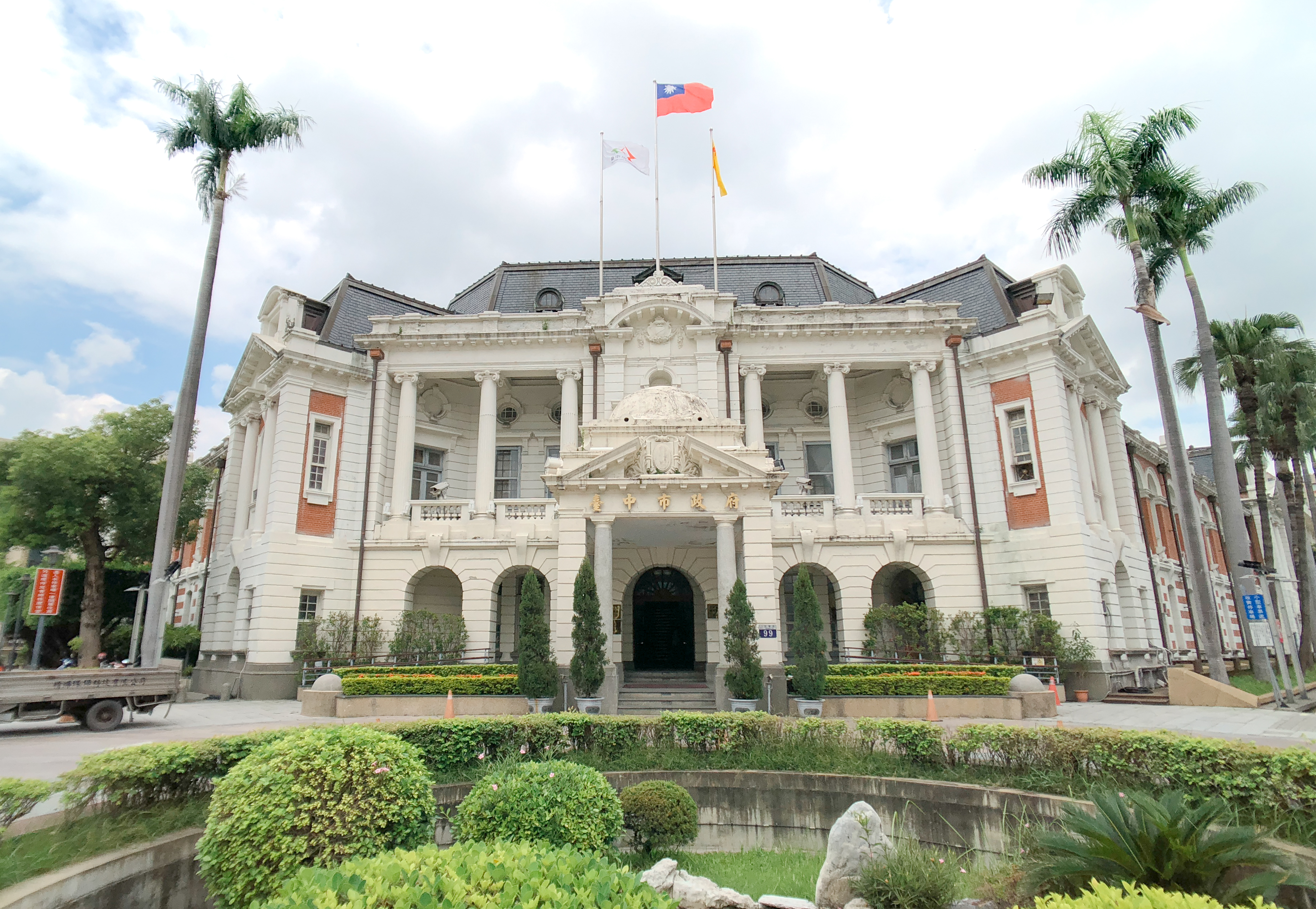
Der ehemalige Regierungssitz der Präfektur Taichung

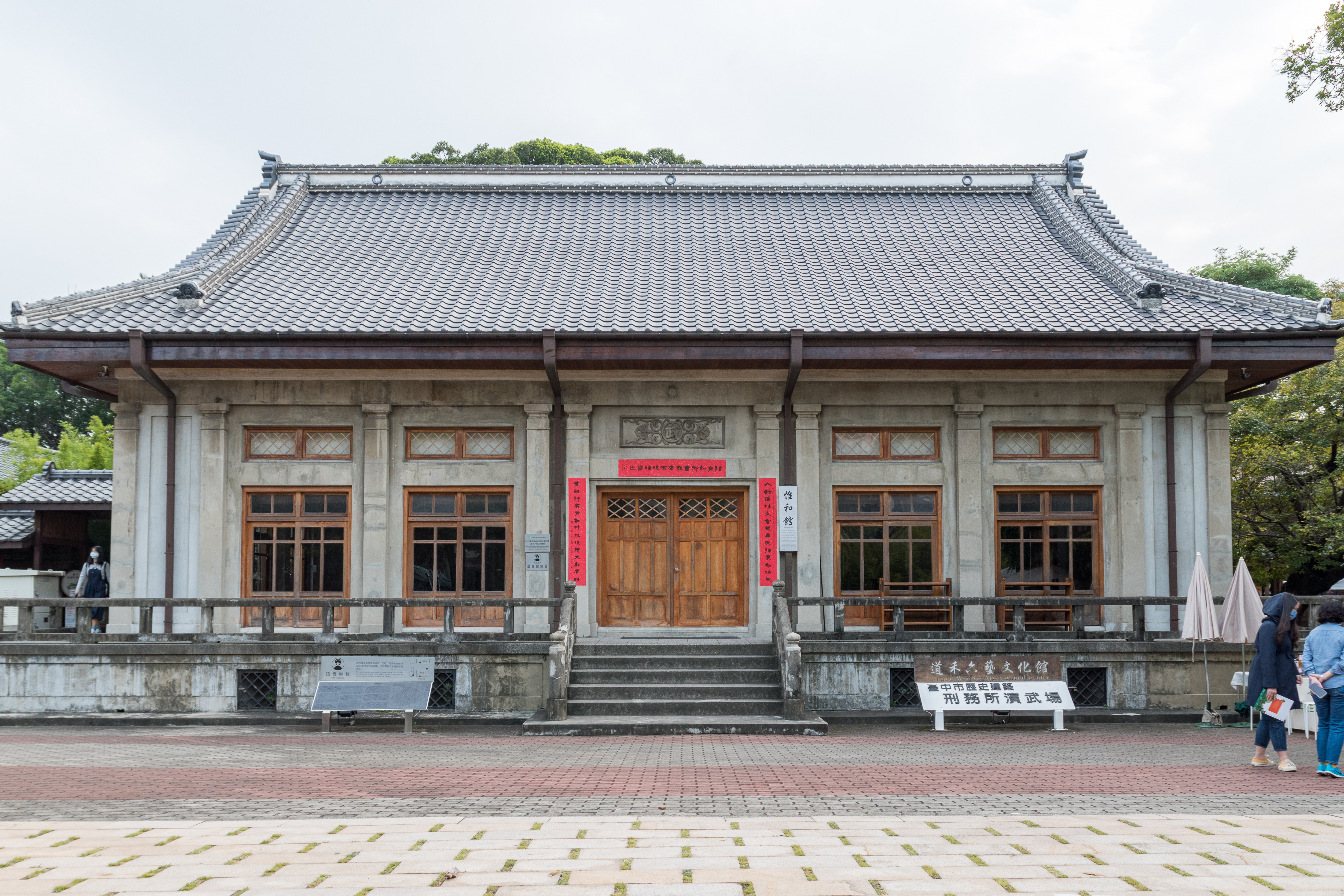
Gebäude im Takenori-Komplex

Der Westbezirk beherbergt einige Gebäude aus der japanischen Kolonialzeit. Am bekanntesten ist das Wahrzeichen des Bezirks, das 1913 erbaute ehemalige Regierungsgebäude der Präfektur Taichung 臺中州廳 (Taizhong Zhouting), in dem sich bis 1945 die japanische Verwaltung und danach bis 2010 die Regierung der Stadt Taichung befanden. Das Gebäude wird (Stand 2024) renoviert und soll hernach ein Ausstellungs- und veranstaltungsort werden.
Ein weiteres Zeugnis der Kolonialzeit ist das Taichung Shiyakusho (臺中市役所), ein ehemaliges Verwaltungsgebäude aus dem Jahr 1911, das heute ein Café und Ausstellungsräume enthält. Um den Platz beim Takenori-Komplex (臺中刑務所演武場 Taizhong Xingwusuo Yanwuchang) herum liegen weitere japanische Häuser, die nach und nach restauriert und kulturellen Zwecken, u. a. einem Comic-Museum, zur Verfügung gestellt werden.
Im Westbezirk gibt es eine Reihe daoistische und buddhistische Tempel, z. B. den Jun’an Gong (均安宮) aus der Zeit um 1880, in dem die drei Gottheiten Chi, Zhu und Li verehrt werden, oder den Yingtian Gong (應天宮), wo die Gottheit Su im Mittelpunkt steht.
Im Westbezirk befinden sich das National Taiwan Museum of Fine Arts (國立臺灣美術館) und das Taichung Literature Museum (臺中文學館). Daneben liegt hier das Taichung City Dadun Cultural Center (臺中市大墩文化中心).
Im Westbezirk steht das mit 177 m zweithöchste Gebäude der Stadt, der Shr-Hwa International Tower (世華國際大樓).